# Gustav Suits
Gustav Suits (Tartumaa, 30 de novembro de 1883 - Estocolmo, 23 de maio de 1956) foi um poeta estoniano. É considerado o fundador da poesia moderna da Estônia. Ele foi também um dos primeiros líderes do grupo do movimento literário Noor-Eesti (Jovem Estônia).

## Infância e educação
Suits nasceu na paróquia de Võnnu, filho de um professor de aldeia. Em 1895, os Suits mudaram-se para Tartu, Estônia para estudar no Ginásio Alexander.  Suits então gostou de viver na agitação dessa cidade universitária e seus centros intelectuais e decidiu que se tornaria parte da sua sociedade literária. Nesse tempo ele estava com 16 anos de idade, o jornal Uus Aeg (Novo Tempo) publicou seu primeiro ensaio crítico. Em 1899, o jornal publicou seu primeiro poema, Flores de Lótus.

## Carreira literária
Em 1901, Suits começou a passar seus verões dando aulas particulares de alemão e francês. No mesmo ano, ele criou "Os Amigos da Literatura", um grupo de estudantes de Tartu.
Entre 1905 e 1916, Suits engajou-se no grupo de movimento literário estoniano conhecido por Noor-Eesti, ou Jovem Estônia. Nesses anos, Noor-Eesti tornou-se publicamente ativo, trazendo as influências da Europa para a Literatura estoniana e influenciando a Literatura européia com o estilo estoniano.
Em 1921, Suits tornou-se a primeira pessoa a ensinar Literatura estoniana no ensino superior da Estônia. Até ele deixar o posto em 1944, ele publicou uma infinidade de ensaios de pesquisas focados na Literatura estoniana. Suits fundou a Sociedade Literária Acadêmica Estoniana em 1924.
Em 1941, a casa de Suits pegou fogo e centenas de manuscritos seus foram queimados.
Em 1944, Suits e aproximadamente 70 000 outros estonianos fugiram da ocupação soviética da Estônia. Ele e sua família viveram em Estocolmo, Suécia, onde Suits escreveu a maioria de sua poesia e muitos dos seus documentos de pesquisas.

### Temas e estilo
A poesia de Suits combina muitos elementos extremamente pessoais e gerais. Freqüentemente, ela discorre sobre a história estoniana e o destino da humanidade.  Suas primeiras poesias refletem os preparativos da revolução na Estônia entre 1900 e 1917 e o movimento da juventude. Seus poemas contêm tons belicosos, românticos e de desapontamento depois da revolução. Suits utiliza-se freqüentemente de simbolismos, metáforas e alusões.

### Obras selecionadas
- O Fogo da Vida
- A Terra dos Ventos (Tuulemaa)
- Tudo não passa de um Sonho
- Fogo e Vento

## Morte
Em 1956, Suits contraiu uma grave doença e morreu. Ele está enterrado no Cemitério da Floresta em Estocolmo.